# بستغان (سميرم)
بستغان هي قرية في مقاطعة سميرم، إيران. في تعداد عام 2006، لوحظ وجودها، ولكن لم يتم الإبلاغ عن سكانها.